# Apidae
Apidae este o familie de albine, care cuprinde albine de miere, albine fără ac, albine dulgher, albina orhidee, albina cuc și alte grupuri de albine mai puțin cunoscute.